# Et demain l'Afrique
Et demain l'Afrique, est un livre d'Edem Kodjo paru en 1985 aux éditions Stock,,. L'ouvrage reçoit le Grand Prix littéraire d'Afrique noire en 1985.